# Дарьинская поселковая администрация
Дарьинская поселковая администрация (каз. Дәрия кенттік әкімдігі) — административная единица в составе Шетского района Карагандинской области Казахстана. Административный центр — поселок Дарьинский.
Население — 825 человек (2009; 1005 в 1999; 1313 в 1989).
Ликвидировано село Актобе.
По состоянию на 1989 была Дарьинской поселковый совет (пгт Дарьинской, сёла Актюбе, Сулу-Мадина). Позже село Актобе было передано в состав Бурминского сельского округа, а село Сулумадине - в состав Краснополянского сельского округа.